# Bareh Jūlā
Bareh Jūlā (persiska: بَرِه جولا, بَرا جولا, بِرَه جولا, بره جولا) är en ort i Iran.   Den ligger i provinsen Lorestan, i den västra delen av landet, 400 km sydväst om huvudstaden Teheran. Bareh Jūlā ligger 1 507 meter över havet och antalet invånare är 114.
Terrängen runt Bareh Jūlā är lite kuperad.Runt Bareh Jūlā är det ganska tätbefolkat, med 52 invånare per kvadratkilometer. Närmaste större samhälle är Garāb, 14,1 km sydväst om Bareh Jūlā. Omgivningarna runt Bareh Jūlā är i huvudsak ett öppet busklandskap.